# Monte Camino
Monte Camino – szczyt w Alpach Pennińskich, części Alp Zachodnich. Leży w północnych Włoszech w regionie Piemont. Należy do masywu Alpy Biellesi.